# Van Lear (Kentucky)
Van Lear es un área no incorporada ubicada en el condado de Johnson en el estado estadounidense de Kentucky.

## Geografía
Van Lear se encuentra ubicada en las coordenadas 37°46′16″N 82°45′29″O / 37.77111, -82.75806.

## Demografía
Según el censo de 2020, en Van Lear había 893 habitantes, 442 viviendas y 207 familias residiendo. Por etnias, el 96,08% eran de raza blanca y el resto de otras razas.